# Anja Krabbe

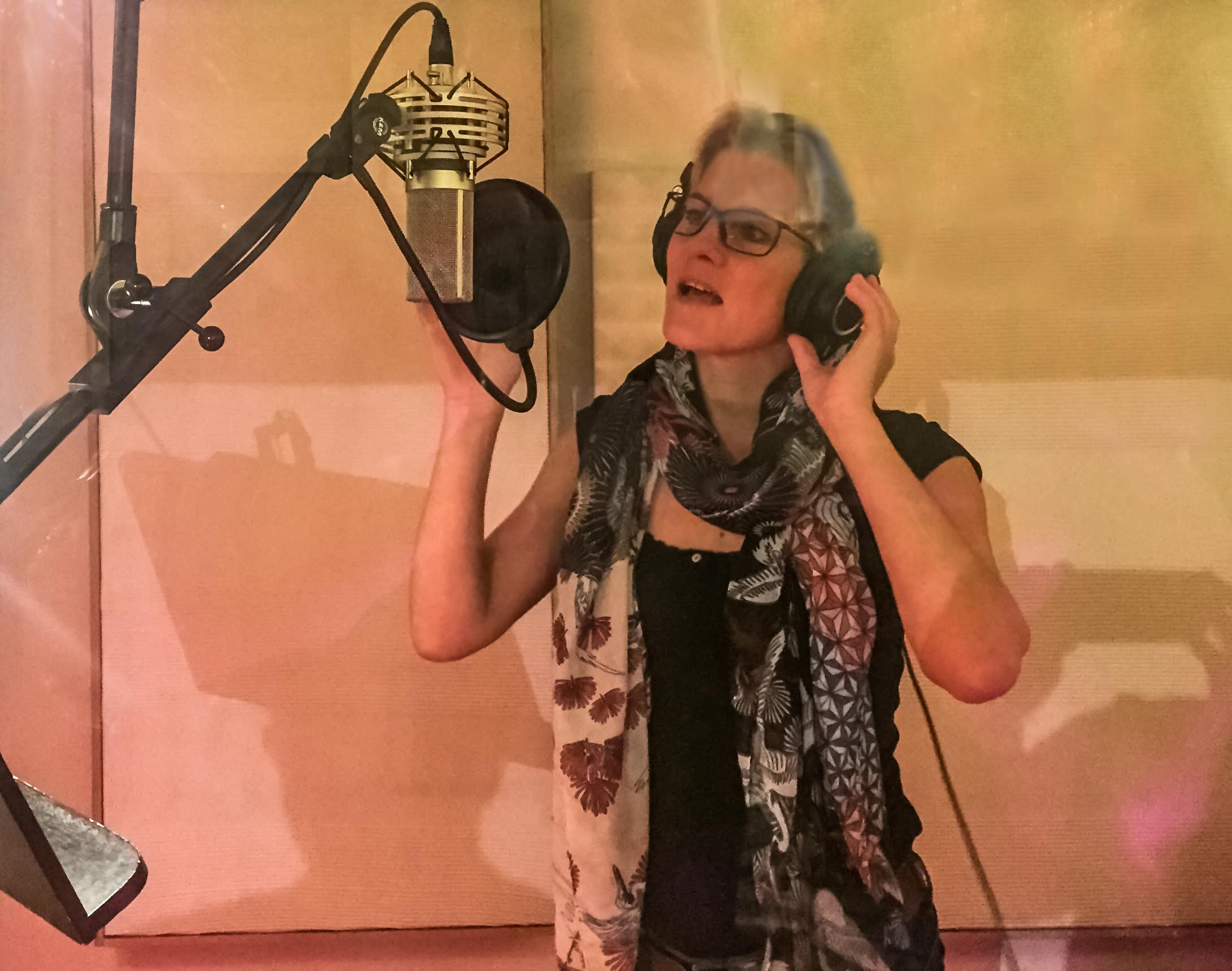
Anja Krabbe, 2018

Anja Krabbe (* 14. September 1970 in Berlin) ist eine deutsche Musikerin, Sängerin, Gitarristin, Komponistin, Texterin und Produzentin.

## Leben und Leistungen
Als Kind begann Anja Krabbe, Gitarre zu spielen. Im Teenageralter war sie in ihrer ersten Band mit dem Namen Grüne Socke Sängerin und Bassistin. Nach dem Abitur und einem Freiwilligen Sozialem Jahr begann Krabbe ein Studium der Sonderpädagogik und spielte nebenher weiterhin bei verschiedenen Bands.
Nachdem Krabbe ihr erstes Studium abgebrochen hatte, ging sie zur Hochschule für Musik „Hanns Eisler“ Berlin, um Jazz-Gesang zu studieren. Auch hier blieb sie nur bis zum Ende des Grundstudiums. Zu Beginn ihres Musikstudiums war sie aus allen Gruppen, mit denen sie gespielt hatte, ausgestiegen. Zeitweilig war sie während des Studiums im Bundesjazzorchester unter der Leitung von Peter Herbolzheimer aktiv. Seit 1996 spielte sie bei Wolfi, Anja und die Tigerbande im Rahmen des Tigerenten Clubs bei Veranstaltungen, komponierte aber auch Filmmusik. So war sie beispielsweise am Soundtrack für „Das Leben ist eine Baustelle“ und „Im Juli“ (Regie: Fatih Akin) beteiligt. Für den Spielfilm „Zugvögel … Einmal nach Inari“ sang sie das Titellied „Hortu“ in einer Phantasiesprache.
Nach der „Belcanto“-Tour mit Udo Lindenberg erhielt sie 1998 einen eigenen Plattenvertrag und veröffentlichte das Soloalbum „497500“ mit den Liedern „Manchmal“ und „Mach mich an-ja“. Trotz Promotion, unter anderem in der Show von Harald Schmidt, war das Album ebenso wie das 2002 erschienene zweite Werk „Anjaka“ wenig erfolgreich. Bis zur Trennung von ihrer Plattenfirma 2003 arbeitete sie als Songwriterin für Künstler wie Nino de Angelo oder Samajona.
2003 gründete sie mit Freundinnen und Bekannten die Poprockband AK4711, eine Frauenband. 2005 unterschrieb die Gruppe bei Grönland Records, 2006 erschien das Debütalbum „Erste Hilfe“. Am 7. März 2007 gab AK4711 ihre Auflösung bekannt.
Im Herbst 2005 stand Anja Krabbe bei Silly, die mit der Show „Silly & Gäste“ ein Comeback starteten, als Gastsolistin mit auf der Bühne. Zur Fußball-Weltmeisterschaft 2006 erschien von Wolfi, Anja und die Tigerbande das Album „Flanke Schuss und Tor“, für das sie einige Lieder schrieb.
2010/2011 wirkte Krabbe als Gesangssolistin in der Show „Yma – zu schön, um wahr zu sein“ des Berliner Friedrichstadt-Palastes mit. Für die Wintershow „Berlin erleuchtet“ arbeitete sie 2011 als Komponistin und Texterin. Für die Kindershows „ganz schön anders“ und „Keinschneechaos“ schuf sie genauso Lieder und Melodien wie für die letzte Grand-Show des Palasts „Show me - Glamour is back“. Auch für die Produktion 2014–2016 des Friedrichstadt-Palasts „The Wyld - Nicht von dieser Welt“ steuerte sie Lieder und Texte bei.
Mit dem Rosenstolz-Erfolgsteam Peter Plate und Ulf Leo Sommer steuerte sie in der Zwischenzeit außerdem Songs zu den Alben der Schlagerikonen Vicky Leandros und Michelle bei und schrieb Songtexte für die internationalen Versionen der „Bibi & Tina“-Kinofilme 1 & 2. Am 15. April 2016 erschien das Album „Ich würd' es wieder tun“ von Michelle. Anja Krabbe und ihre Co-Autoren steuerten die Radiosingle „Wir feiern das Leben“ und zwei weitere Titel zu diesem Album bei.
2016 übernahm Anja Krabbe auf Anfrage des Hongkonger Unternehmens „Dream Cruises“ die musikalische Direktion bei der Kreation der Main Show „The Voyage Of A Lovers Dream“ für das 999 Plätze fassende Theater an Bord des neu gebauten Luxus-Kreuzfahrtschiffes „Genting Dream“. Sie steuerte mit ihrem Team für diese Show außerdem Kompositionen und musikalische Arrangements bei. Am 12. November 2016 feierte die Show Premiere im Heimathafen „Guangzhou“, Hongkong.
Am 19. November 2016 feierte die Kindershow „Verrückte Sonne“ am Friedrichstadt-Palast Berlin Premiere. Anja Krabbe steuerte auch für diese Kindershow Songs und Liedtexte bei.
2017 und 2018 schrieb und produzierte Anja Krabbe Songs und Texte für etablierte Schlager- und Popkünstler sowie Newcomer. Titel finden sich u. a. auf Alben der Künstler Ben Zucker, Maria Voskania, Bernhard Brink, Roland Kaiser und Inka Bause.
2019 bekam Anja Krabbe zusammen mit Michael Beckmann, Thomas Stöwer und Tamara Olorga die Auszeichnung „Bester Song im Film“ für Komm zurück aus „Schneewittchen und der Zauber der Zwerge“ (Regie: Ngo The Chau).

## Sonstiges
Krabbe ist seit 1999 Patin des Projekts Off Road Kids, das sich für Straßenkinder in Deutschland einsetzt.